# Tăng cường sức khỏe
Tăng cường sức khỏe, như đã nêu trong Hiến chương Ottawa của Tổ chức Y tế Thế giới (WHO) vào năm 1986,  là "quá trình cho phép mọi người tăng cường kiểm soát và cải thiện sức khỏe của họ. Để đạt đến trạng thái hoàn toàn khỏe mạnh về thể chất, tinh thần và xã hội, một cá nhân hoặc một nhóm người phải có khả năng xác định và hiện thực hóa những khát vọng, thỏa mãn nhu cầu và thay đổi hoặc đối phó với môi trường. Do đó, sức khỏe được coi là một nguồn tài nguyên cho cuộc sống hàng ngày, không phải là mục tiêu của cuộc sống. Sức khỏe là một khái niệm tích cực nhấn mạnh các nguồn lực xã hội và cá nhân, cũng như năng lực thể chất. Do đó, tăng cường sức khỏe không chỉ là trách nhiệm của ngành y tế, mà còn vượt ra ngoài lối sống lành mạnh để có được hạnh phúc ".

## Phạm vi
Hiến chương nâng cao sức khỏe Bangkok năm 2005 của WHO trong một thế giới toàn cầu hóa định nghĩa tăng cường sức khỏe là "quá trình cho phép mọi người tăng cường kiểm soát sức khỏe và các yếu tố quyết định nó, và do đó cải thiện sức khỏe của họ".
Tăng cường sức khỏe liên quan đến chính sách công giải quyết các yếu tố quyết định sức khỏe như thu nhập, nhà ở, an ninh lương thực, việc làm và điều kiện làm việc có chất lượng. Nhiều công việc gần đây đã sử dụng thuật ngữ Sức khỏe trong tất cả các chính sách để chỉ các hành động kết hợp sức khỏe vào tất cả các chính sách công cộng. Tăng cường sức khỏe được liên kết với công bằng y tế và có thể là một trọng tâm của các tổ chức phi chính phủ dành riêng cho công bằng xã hội hoặc nhân quyền. Việc hiểu biết về sức khỏe có thể được phát triển trong các trường học, trong khi các khía cạnh của việc tăng cường sức khỏe như khuyến khích cho con bú có thể phụ thuộc vào luật pháp và quy tắc của không gian công. Một trong những mục Hành động Thúc đẩy Sức khỏe của Hiến chương Ottawa là truyền dịch phòng ngừa vào tất cả các lĩnh vực của xã hội, đến cuối cùng, nó được nhìn thấy trong chăm sóc y tế dự phòng thay vì mô hình y tế tập trung vào điều trị và chăm sóc chữa bệnh.
Một số quan chức y tế công cộng, chính phủ và tổ hợp công nghiệp y tế có xu hướng giảm phát huy sức khỏe để chỉ phát triển kỹ năng cá nhân còn được gọi là giáo dục sức khỏe và tiếp thị xã hội tập trung vào thay đổi các yếu tố rủi ro hành vi.